# Ischioscia elongata
Ischioscia elongata is een pissebed uit de familie Philosciidae. De wetenschappelijke naam van de soort is voor het eerst geldig gepubliceerd in 1997 door Leistikow.